# Trzęsienie ziemi w Aszchabadzie
Trzęsienie ziemi w Aszchabadzie – trzęsienie ziemi, do którego doszło w 1948 roku w Turkmeńskiej SRR.
6 października 1948 roku o godz. 2:17 czasu miejscowego w Aszchabadzie doszło do trzęsienia ziemi o sile 7,3 w skali Richtera. Jego hipocentrum znajdowało się na głębokości 18 km – niemal bezpośrednio pod miastem. W wielu okolicznych wioskach murowane budynki się zawaliły. Betonowe konstrukcje zostały poważnie uszkodzone, a pociągi towarowe się wykoleiły. Uszkodzenia i straty wystąpiły również w Darreh Gaz i sąsiednim Iranie.
Na skutek kataklizmu zginęło do 110 tys. osób. Możliwa liczba ofiar śmiertelnych w samym Aszchabadzie to 36–37 tysięcy osób. Sytuację pogarszał fakt, że trzęsienie ziemi nastąpiło późno w nocy, gdy większość mieszkańców miasta spała. Kruchość budynków i niemożność wykrycia oznak zbliżającego się trzęsienia ziemi sprawiły, że prawie nikt nie był w stanie opuścić terenu na czas; w pewnym momencie dziesiątki tysięcy ludzi znalazło się pod gruzami własnych domów, nie mając czasu, aby zorientować się, co się dzieje. Od 6 do 26 października 8799 osób zostało ewakuowanych z Aszchabadu do innych miast w ZSRR. 
Uważa się je za jedno z najbardziej niszczycielskich trzęsień ziemi w historii ludzkości; intensywność wstrząsów w obszarze epicentrum osiągnęła 9–10 punktów w skali MSK-64.
Od 1995 roku dzień 6 października w Turkmenistanie jest obchodzony jako Dzień Pamięci.